# Serge Geoffrion
Pour les articles homonymes, voir Geoffrion.
Serge Geoffrion, né le 2 mai 1955 à Montréal, est un homme politique québécois. De 1998 à 2003, il est député de La Prairie à l'Assemblée nationale du Québec.

## Biographie

### Jeunesse et formation
Serge Geoffrion obtient un baccalauréat en science politique (majeure) et en journalisme (mineure) de l'Université Laval en 1978. Après ses études, il devient stagiaire au Centre de formation professionnelle des journalistes de Paris et au journal Le Quotidien de Paris en 1980. Il revient au Québec où il devient journaliste à l'hebdomadaire Le Peuple-Tribune de Lévis de 1978 à 1985. Il travaille ensuite à l'Université Laval en tant qu'assistant de cours au Département de journalisme, en 1983. De 1986 à 1987, il est rédacteur à l'hebdomadaire Les Nouvelles de Saint-Laurent. Il est par la suite rédacteur en chef du journal L'Événement de Saint-Constant en 1988 et en 1989.
Serge Geoffrion est président fondateur du Cercle de presse de la Rive-Sud de Québec en 1981.

### Carrière politique
En 1985, Serge Geoffrion est directeur des communications pour le Parti québécois dans Lévis. Il est également responsable des communications pour le Comité du Non dans La Prairie lors du référendum de 1992 sur l'Accord de Charlottetown et pour le Comité du Oui dans La Prairie au référendum de 1995. En 1994 et en 1996, il est directeur des communications pour le Parti québécois dans cette circonscription. Il est également attaché politique des députés de La Prairie Denis Lazure (1989-1996) et Monique Simard (1996-1998). 
Il se présente en tant que candidat du Parti québécois dans La Prairie en 1998, où il est élu. Il devient alors vice-président de la Commission de l'éducation du 23 novembre 2000 au 7 février 2002 et président du caucus du parti ministériel du 30 janvier 2002 au 12 mars 2003. Il est défait en 2003.

### Vie après la politique
De juillet à septembre 2004, Serge Geoffrion est directeur des communications de la Fondation des parlementaires québécois Cultures à partager. Il est ensuite attaché politique de Maka Kotto de 2004 à 2018, député du Bloc québécois à la Chambre des communes (2004-2008) et du Parti québécois à l'Assemblée nationale (2008-2018).
Il est rédacteur en chef du Bulletin de l'Amicale des anciens parlementaires du Québec de 2010 à 2016, ainsi que membre du conseil d'administration de la Fondation des parlementaires québécois Cultures à partager de 2020 à 2022.

### Publications
Serge Geoffrion est l'auteur de Maka Kotto : Les racines, les fleurs et les fruits (2022).